# Bahnstrecke St. Margrethen–Lauterach
| ÖBB-Rheinbrücke Lustenau |                                  |                                                 |                                                 |
| |                                  |                                                 |                                                 |
| Streckennummer (ÖBB): | 304 01                           |                                                 |                                                 |
| Streckennummer (BAV): | 883 (St. Margrethen–Grenze CH/A) |                                                 |                                                 |
| Kursbuchstrecke (ÖBB): | 401                              |                                                 |                                                 |
| Streckenlänge: | 9,580 km                         |                                                 |                                                 |
| Spurweite: | 1435 mm (Normalspur)             |                                                 |                                                 |
| Stromsystem: | 15 kV 16,7 Hz ~                  |                                                 |                                                 |
| Zweigleisigkeit: | Hard-Fussach–Lauterach West      |                                                 |                                                 |
| |                                  |                                                 |                                                 |
| \| \| \| von Rorschach \| \| \| \| 0,000 \| St. Margrethen \| St. Margrethen \| \| \| \| nach Buchs \| \| \| \| 0,749 \| Eigentumsgrenze SBB / ÖBB \| Eigentumsgrenze SBB / ÖBB \| \| \| \| Autobahn A13 \| \| \| \| \| Rheintaler Binnenkanal \| \| \| \| 1,604 \| Rhein (Staatsgrenze A / CH) \| Rhein (Staatsgrenze A / CH) \| \| \| \| Dienstbahn der Internationalen Rheinregulierung \| \| \| \| 1,838 \| Lustenau Markt (bis 12. Juni 2011) \| Lustenau Markt (bis 12. Juni 2011) \| \| \| \| Anschluss OMV \| \| \| \| 2,620 \| Lustenau (seit 1940) \| Lustenau (seit 1940) \| \| \| \| Dornbirner Ach \| \| \| \| 6,483 \| Hard-Fussach (ehemals Bahnhof) \| Hard-Fussach (ehemals Bahnhof) \| \| \| \| Lauterach Unterfeld \| \| \| \| 8,424 \| Lauterach West \| Lauterach West \| \| \| \| Strecke 304 11 nach Lauterach \| \| \| \| \| von Bludenz \| \| \| \| 9,580 \| Lauterach Nord \| Lauterach Nord \| \| \| \| nach Lindau \| \| |                                  |                                                 |                                                 |
| Strecke |                                  | von Rorschach                                   | von Rorschach                                   |
| Bahnhof | 0,000                            | St. Margrethen                                  | St. Margrethen                                  |
| Abzweig geradeaus und nach rechts |                                  | nach Buchs                                      | nach Buchs                                      |
| Grenze | 0,749                            | Eigentumsgrenze SBB / ÖBB                       | Eigentumsgrenze SBB / ÖBB                       |
| Brücke |                                  | Autobahn A13                                    | Autobahn A13                                    |
| Brücke über Wasserlauf |                                  | Rheintaler Binnenkanal                          | Rheintaler Binnenkanal                          |
| Grenze auf Brücke über Wasserlauf | 1,604                            | Rhein (Staatsgrenze A / CH)                     | Rhein (Staatsgrenze A / CH)                     |
| Kreuzung geradeaus oben |                                  | Dienstbahn der Internationalen Rheinregulierung | Dienstbahn der Internationalen Rheinregulierung |
| ehemaliger Haltepunkt / Haltestelle | 1,838                            | Lustenau Markt (bis 12. Juni 2011)              | Lustenau Markt (bis 12. Juni 2011)              |
| Abzweig geradeaus und von links |                                  | Anschluss OMV                                   | Anschluss OMV                                   |
| Bahnhof | 2,620                            | Lustenau (seit 1940)                            | Lustenau (seit 1940)                            |
| Brücke über Wasserlauf |                                  | Dornbirner Ach                                  | Dornbirner Ach                                  |
| Haltepunkt / Haltestelle | 6,483                            | Hard-Fussach (ehemals Bahnhof)                  | Hard-Fussach (ehemals Bahnhof)                  |
| Haltepunkt / Haltestelle |                                  | Lauterach Unterfeld                             | Lauterach Unterfeld                             |
| Blockstelle | 8,424                            | Lauterach West                                  | Lauterach West                                  |
| Abzweig geradeaus und nach rechts |                                  | Strecke 304 11 nach Lauterach                   | Strecke 304 11 nach Lauterach                   |
| Abzweig geradeaus und von rechts |                                  | von Bludenz                                     | von Bludenz                                     |
| Blockstelle | 9,580                            | Lauterach Nord                                  | Lauterach Nord                                  |
| Strecke |                                  | nach Lindau                                     | nach Lindau                                     |

Die Bahnstrecke St. Margrethen–Lauterach ist eine 9,580 Kilometer lange, teilweise eingleisige und elektrifizierte Eisenbahnstrecke im Bodenseeraum. Sie verbindet grenzüberschreitend den Bahnhof St. Margrethen im Schweizer Kanton St. Gallen mit der Abzweigstelle Lauterach Nord im österreichischen Bundesland Vorarlberg, wo sie in die Bahnstrecke Lindau–Bludenz einmündet. Der Großteil der Strecke befindet sich im Besitz der Österreichischen Bundesbahnen (ÖBB) und wird auch von diesen betrieben und hauptsächlich befahren, gemeinsamer Grenzbahnhof ist St. Margrethen.

## Geschichte
Die Querverbindung zwischen der Bahnstrecke Chur–Rorschach und der Bahnstrecke Lindau–Bludenz wurde am 23. November 1872 von der privaten Aktiengesellschaft k. k. priv. Vorarlberger Bahn eröffnet, ein erster durchgehender Schnellzug zwischen Zürich und München befuhr die Strecke schon ab dem 1. November 1873. Mit dem Anschluss der Vorarlberger Strecken an das restliche österreichische Eisenbahnnetz wurde auch sie verstaatlicht.
In der ersten österreichischen Republik gehörte die Strecke in den Zuständigkeitsbereich der Bundesbahndirektion Innsbruck. Nach dem Anschluss Österreichs im März 1938 hieß diese kurzzeitig Reichsbahndirektion Innsbruck, bevor sie zum 15. Juli 1938 aufgelöst wurde. Die Strecke wurde der Reichsbahndirektion Augsburg unterstellt. Nach 1945 wurden die ÖBB wieder gegründet und die Direktionsstruktur aus der Zeit vor 1938 wieder eingerichtet, auch die Bundesbahndirektion Innsbruck.
Zum 2. Jänner 1949 erfolgte in der Zeit der französischen Militärregierung in Vorarlberg die Elektrifizierung.
Von 2010 bis 2013 wurde der Streckenabschnitt zwischen St. Margrethen und Lustenau vollständig erneuert. Neben der der 276,5 Meter langen ÖBB-Rheinbrücke Lustenau über den Alpenrhein, bei der besonderes Augenmerk auf den Hochwasserschutz gelegt wurde, wurden noch sieben weitere Brückenbauwerke neu gebaut. Im Zuge dieser Arbeiten wurde die Haltestelle Lustenau-Markt aufgelassen.
Von 2016 bis 2021 folgte ein kompletter Neubau des Bahnhofs Lustenau als zeitgemäße Mobilitätsdrehscheibe.
Im Jahr 2021 wurden die Gleisanlagen zwischen Lustenau und Lauterach komplett erneuert, dabei wurde der Abschnitt zwischen Hard-Fussach und Lauterach West zweigleisig ausgebaut. Die Haltestelle Hard-Fußach wurde abgerissen und neu errichtet, und in Lauterach-Unterfeld wurde eine vollkommen neue Haltestelle gebaut. Beide wurden 2022 fertiggestellt.

## Verkehr

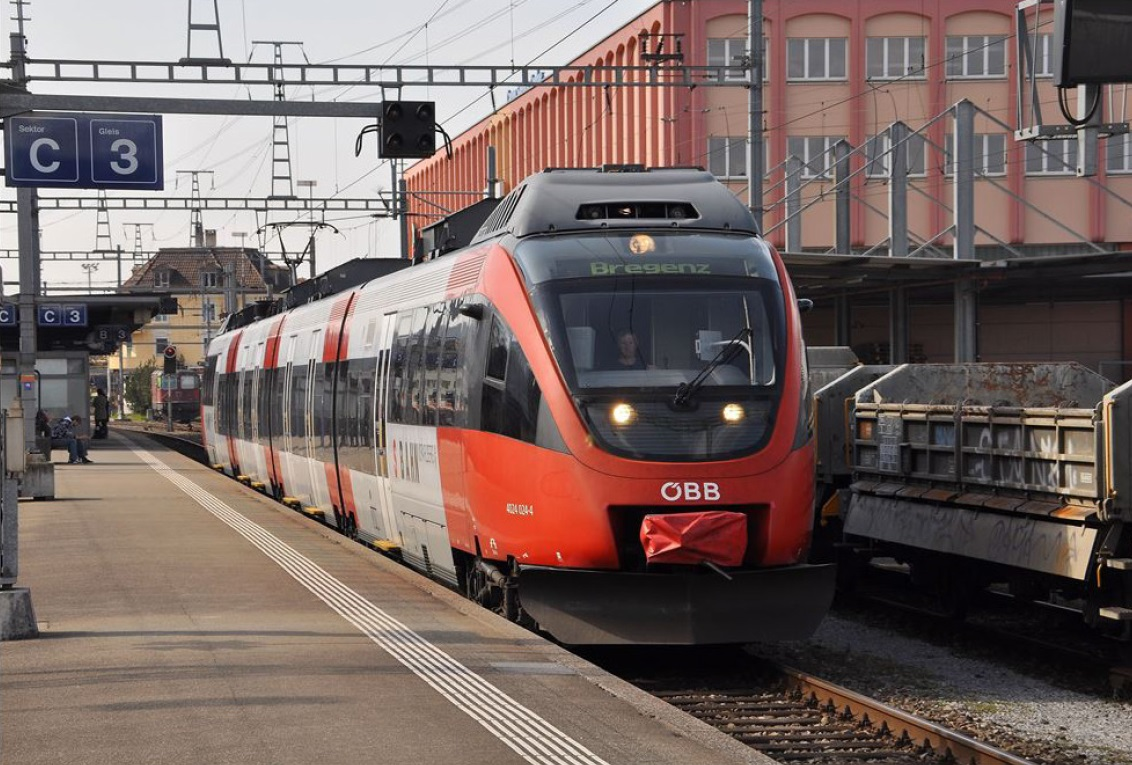
Triebzug der ÖBB-Reihe 4024 im Bahnhof St. Margrethen

Heute wird die Strecke im Schienenpersonennahverkehr von den Linien S3 und R5 (bis Dezember 2022: S5) der S-Bahn Vorarlberg, von der S7 der S-Bahn St. Gallen und im Fernverkehr von sechs Eurocity-Zugpaaren zwischen Zürich und München befahren. Im Güterverkehr dient sie als Zufahrt von der Schweiz zum Güterbahnhof Wolfurt.

## Verlauf
Die Strecke zweigt in St. Margarethen von der Bahnstrecke Chur–Rorschach ab und überquert kurz darauf auf der ÖBB-Rheinbrücke Lustenau den Rhein, womit sie Österreich erreicht. Nach einem scharfen Linksbogen erreicht sie den Bahnhof Lustenau, dem sich eine lange Gerade rechts des eingedämmten Alpenrheins anschließt, in deren Verlauf der Lustenauer Kanal und die Dornbirner Ach gequert werden. Vor der Haltestelle Hard-Fußach beschreibt die Trasse dann einen weiten Rechtsbogen, bevor sie in einer weiteren langen Geraden auf Lauterach zuführt. Kurz vor dem Streckenende zweigt nach rechts die Verbindungskurve mit der Streckennummer 304 11 ab, die direkte Fahrten in Richtung Bludenz und umgekehrt ermöglicht. Noch vor der Bregenzer Ach mündet die Strecke aus St. Margarethen schließlich in die Bahnstrecke Lindau–Bludenz ein.